# Buntingford
Buntingford är en ort och civil parish i distriktet East Hertfordshire i Hertfordshire, England. Den ligger längs floden Rib och den romerska vägen Ermine Street. Buntingford består till stor del av ett antal gregorianska och medeltida byggnader.